# Крушельницкий, Марьян Михайлович
Марьян Михайлович Крушельни́цкий (укр. Мар’ян Михайлович Крушельницький; 1897—1963) — украинский, советский актёр, театральный режиссёр, педагог. Народный артист СССР (1944). Лауреат двух Сталинских премий (1947, 1948). Один из основоположников украинского театрального искусства XX века.

## Биография
Марьян Крушельницкий родился 18 апреля 1897 года в селе Пылява (ныне Чортковского района Тернопольской области Украины) в семье небогатого украинского крестьянина.
Учился в Украинской классической гимназии в Тернополе (1907—1914).
Театральную карьеру начал в 1913 году в любительских кружках. В 1915—1917 годах играл в полулюбительской украинской театральной группе «Тернопольские театральные вечера», где в начале пел в хоре, танцевал, играл на скрипке в оркестре. Ученик В. М. Юрчака, Л. Курбаса (1914—1933).
В 1917—1918 годах служил в Австро-Венгерской армии.
В 1918—1919 годах, после распада Австро-Венгрии — актёр «Украинского театра» в Тернополе, на основе которого и группы артистов Львовского украинского театра общества «Українська Бесіда» в 1919 году был создан «Новый Львовский театр», где он был одним из организаторов и актёром. В 1920 году — актёр и один из организаторов (на основе «Нового Львовского театра» и группы актёров «Молодого театра») Театра имени И. Франко (ныне Национальный академический драматический театр имени Ивана Франко) в Виннице. В 1921 году — актёр и режиссёр Тернопольского драматического театра, в 1921—1923 годах — актёр Львовского украинского театра общества «Українська Бесіда», в это же время учится на философском факультете Львовского университета. После закрытия в Польше всех украинских культурных учреждений в 1923 году переехал в Прагу, где продолжал обучение на философском факультете Пражского университета.
По окончании университета в 1924 году переехал в СССР.
В декабре 1924 года поступил в Киевский театр «Березиль» (с 1926 — в Харькове, с 1935 — Харьковский украинский драматический театр имени Шевченко), которым руководил Лесь Курбас. В театре раскрылись все грани его богатого таланта, сначала как актёра, а затем как режиссёра. После ареста Л. Курбаса и разгрома «Березиля» в 1933 году — художественный руководитель театра. В 1935—1952 годах — главный режиссёр и художественный руководитель театра. В 1942—1952 годах — одновременно директор театра.
В период войны театр работал в эвакуации — в Семипалатинске (Казахстан) и Ташкенте (Узбекистан). В 1944 году театр возвратился в Харьков.
В 1952 году переехал в Киев. С этого же года по 1963 год — актёр, в 1954—1961 — главный режиссёр Киевского драматического театра им. И. Франко.
Ставил спектакли в других театрах.
Вместе с Б. А. Балабаном участвовал в создании Украинского цирка.
С 1932 года занимался педагогической деятельностью: в 1946—1952 годах — в Харьковском театральном институте (ныне Харьковский национальный университет искусств имени И. П. Котляревского) (с 1947 — профессор кафедры мастерства актёра та режиссуры), в 1952—1963 годах — в Киевском государственном институте театрального искусства им. И. К. Карпенко-Карого (ныне Киевский национальный университет театра, кино и телевидения имени И. К. Карпенко-Карого).
Соавтор книги «Лесь Курбас: воспоминания современников» (Киев, 1969).
В 1960 году вышел документальный фильм «Марьян Крушельницкий» о жизни и творчестве актёра и режиссёра («Киевнаучфильм», реж. В. Ляховецкий).
Член ВКП(б) с 1943 года. Депутат Верховного Совета Украинской ССР 3 и 4 созывов (1951—1959).
Марьян Крушельницкий умер 5 апреля 1963 года в Киеве. Похоронен на Байковом кладбище (надгробие Г. Кальченко).

### Семья
- Жена — Евгения Алексеевна Петрова (1903—1989), актриса. Народная артистка Украинской ССР (1947).
- Тётя — Саломея Амвросиевна Крушельницкая (1872—1952), оперная певица. Заслуженный деятель искусств Украинской ССР (1951).

## Награды и звания
- Народный артист Украинской ССР (1939)
- Народный артист Узбекской ССР (1943)
- Народный артист СССР (1944)
- Сталинская премия первой степени (1947) — за постановку спектакля «Ярослав Мудрый» И. А. Кочерги
- Сталинская премия второй степени (1948) — за постановку спектакля «Генерал Ватутин» Л. Д. Дмитерко
- Два ордена Ленина (1947, 1960)
- Орден Трудового Красного Знамени (1951)
- Медаль «За доблестный труд в Великой Отечественной войне 1941—1945 гг.» (1946)

## Творчество

### Роли

#### «Тернопольские театральные вечера»
- Мальчёнка — «Дай сердцу волю, заведёт в неволю» М. Л. Кропивницкого
- Парень — «Вечерницы» П. И. Нищинского
- Прокоп, Омелько, Трофим — «Мартин Боруля» И. К. Карпенко-Карого
- Пафнутий — «Кума Марта» А. Ф. Шатковского
- Турский, Иван — «Паливода. XVIII столетия» И. К. Карпенко-Карого
- Микола — «Наталка Полтавка» И. П. Котляревского
- Имам — «Запорожец за Дунаем» С. С. Гулака-Артемовского
- Тимош, Стецько — «Сватанье на Гончаривци» Г. Ф. Квитки-Основьяненко
- Гершко — «Верховинцы» Ю. Коженёвского
- Дмитрий — «Ой, не ходи, Грицю, тай на вечерницы» М. П. Старицкого
- Недорезанный — «Невольник» М. Л. Кропивницкого
- Ваня-козачок, Макар Барильченко — «Суета» И. К. Карпенко-Карого
- Янкель — «Наймычка» И. К. Карпенко-Карого
- Парень — «Хмара» А. Л. Суходольского
- Номерный — «Воскресение» В. Чубатого
- Ванька, Пуза — «Цыганка Аза» М. П. Старицкого
- 1-й крестьянин — «Борцы за мечты» И. А. Тогобочного
- Первый казак — «Лихая искра поле спалит и сама исчезнет…» И. К. Карпенко-Карого
- Лейзар Батхен — «Сатана» Я. Гардина
- Овсей — «Степной гость» Б. Д. Гринченко
- Остап — «Несчастливая любовь» Л. Я. Манька
- Слуга Иван — «Перше повмирали, а потім повінчались» И. К. Карпенко-Карого
- Иван — «Безталанна» И. К. Карпенко-Карого
- Кукса, Нечипор — «Пошились в дурни» М. Л. Кропивницкого
- Арендатор — «Бондарівна» И. К. Карпенко-Карого
- Лесь — «О чём тирса шелестела …» С. Ф. Черкасенко

#### «Украинский театр» (Тернополь)
- Шельменко — «Шельменко-денщик» Г. Ф. Квитки-Основьяненко
- Микола — «Наталка Полтавка» И. П. Котляревского
- Иван — «Безталанна» И. К. Карпенко-Карого
- Дмитрий — «Ой, не ходи, Грицю, тай на вечерницы» М. П. Старицкого
- Имам — «Запорожец за Дунаем» С. С. Гулака-Артемовского

#### «Новый Львовский театр»
- Аманд — «Молодость» М. Гальбе
- Максим — «Невольник» М. Л. Кропивницкого
- Лука — «Медведь» А. П. Чехова
- Омелько — «Мартин Боруля» И. К. Карпенко-Карого
- Слуга кавалера — «Хозяйка гостиницы» К. Гольдони
- Арендатор — «Бондарівна» И. К. Карпенко-Карого
- Иван — «Безталанна» И. К. Карпенко-Карого
- Микола Струг — «Зимний вечер» М. П. Старицкого

#### Львовский украинский театр общества «Українська Бесіда»
- Бобчинский — «Ревизор» Н. В. Гоголя
- Фабрицио — «Мирандолина» К. Гольдони,
- Валер, Оргон — «Тартюф» Мольера
- Вермельскирх — «Извозчик Геншель» Г. Гауптмана
- Энгстран — «Привидения» Г. Ибсена
- Картёжник, Василий — «Осенние скрипки» И. Д. Сургучёа
- Герт — «Бой бабочек» Г. Зудермана
- Селм — «Идеальний муж» О. Уайльда
- Бергамен — «Романтики» Э. Ростана
- Слуга — «Мисс Гоббс» Дж. К. Джерома
- Ваня — «Царевич» Г. Запольской
- Доктор Ранк — «Нора» Г. Ибсена
- Подколесин — «Женитьба» Н. В. Гоголя
- Родриго — «Отелло» У. Шекспира
- Тесман — «Гедда Габлер» Г. Ибсена
- Ян — «Шалапут» К. Илинского
- Иван — «Суета» И. К. Карпенко-Карого
- Каноник Чезюбл — «Как важно быть серьёзным» О. Уайльда
- Петков — «Шоколадный солдатик» Б. Шоу
- Куклинский — «Паливода. XVIII столетия» И. К. Карпенко-Карого

#### Театр «Березиль»
- Кукса, Нечипор — «Пошились в дурни» М. Л. Кропивницкого
- Режиссёр — «За двумя зайцами» М. П. Старицкого
- Георг, английский король — «Джимми Хиггинс» Э. Синклер
- аббат Гонорий — «Жакерия» П. Мериме (1925)
- Конфедерат — «Гайдамаки» по Т. Г. Шевченко
- Чухало — «Коммуна в степях» Н. Г. Кулиша
- Победоносцев — «Накануне» А. Д. Поповского
- Барбюлеск — «Золотое брюхо» Ф. Кроммелинка
- Бухгалтер — «Шпана» В. М. Ярошенко
- Джо Горн — «Седи» С. Моэма и Д. Колтона
- Коко — «Микадо» У. Гилберта и А. Салливана
- Победоносцов — «Пролог» Л. Курбаса и С. Бондарчука
- Яворский — «Сава Чалый» И. К. Карпенко-Карого
- Малахий — «Народный Малахий» Н. Г. Кулиша (1928)
- Священник — «Тетнульд» Ш. Н. Дадиани
- Дядька Тарас — «Мина Мазайло» Н. Г. Кулиша (1929)
- Свинка — «Алло, на волне 477» О. Вишни, М. Г. Йогансена, М. Хвылевого
- Гнат Гиря — «97» Н. Г. Кулиша
- Малоштан — «Диктатура» И. К. Микитенко
- Шкиндер — «Кадры» И. К. Микитенко
- Сержант Бедня — «Плацдарм» М. Ирчана (1932)
- Падур — «Маклена Граса» Н. Г. Кулиша (1933)
- Бухта — «Гибель эскадры» А. Е. Корнейчука (1933)
- Федот Роженко — «Бастилия божьей матери» И. К. Микитенко
- Мартын — «Мартын Боруля» И. К. Карпенко-Карого (1934)
- Бублик — «Платон Кречет» А. Е. Корнейчука (1934)

#### Харьковский украинский драматический театр имени Шевченко
- Иван Непокрытый — «Дай сердцу волю, заведет в неволю» М. Л. Кропивницкого (1935)
- Малоштан — «Диктатура» И. К. Микитенко (1936)
- Швандя — «Любовь Яровая» К. А. Тренёва (1937)
- В. И. Ленин — «Правда» А. Е. Корнейчука (1937)
- Контаньяк — «Жена Клода» А. Дюма
- Дьяк Гаврила — «Богдан Хмельницкий» А. Е. Корнейчука (1939)
- Мурзавецкий — «Волки и овцы» А. Н. Островского (1939)
- Счастливцев — «Лес» А. Н. Островского (1940)
- Галушка — «В степях Украины» А. Е. Корнейчука (1940)
- Гранде — «Евгения Гранде» О. де Бальзака
- Тевье — «Тевье-молочник» по Шолом-Алейхему (1940)
- Фаюнин — «Нашествие» Л. М. Леонова
- Березин — «Далеко от Сталинграда» А. А. Сурова
- Егор Булычов — «Егор Булычов и другие» М. Горького (1947)
- Н. Ф. Ватутин — «Генерал Ватутин» Л. Д. Дмитерко (1947)
- Мак-Хилл — «Заговор обречённых» Н. Е. Вирты
- Перкинс — «Миссия мистера Перкинса в страну большевиков» А. Е. Корнейчука
- Артур — «Овод» по Е. Л. Войнич
- Габу — «Люди доброй воли» Г. Д. Мдивани

#### Киевский драматический театр им. И. Франко
- Егор Булычов — «Егор Булычов и другие» М. Горького
- Иван Непокрытый — «Дай сердцу волю, заведет в неволю» М. Л. Кропивницкого
- Полудин — «Персональное дело» А. П. Штейна (1956)
- Гуля — «Арсенал» В. А. Суходольского (1957)
- Цвийович — «Д-р» Б. Нушича
- Морж — «Почему улыбались звёзды» А. Е. Корнейчука
- Лир — «Король Лир» У. Шекспира (1959)
- Мак — «Над Днепром» А. Е. Корнейчука

### Постановки

#### «Новый Львовский театр»
- 1919 — «Царевич» Г. Запольской

#### Тернопольский драматический театр
- 1921 — «Мартын Боруля» И. К. Карпенко-Карого|
- 1921 — «Романтики» Э. Ростана
- 1921 — «На поле крови» Л. Украинки

#### Львовский украинский театр общества «Українська Бесіда»
- 1923 — «Гедда Габлер» Г. Ибсена (совм. с А. Л. Загаровым)

#### ТеатрВесёлый пролетарий (Харьков)
- 1928 — «Квадратура круга» В. П. Катаева)

#### Харьковский театр музыкальной комедии
- 1930 — «Запорожец за Дунаем» С. С. Гулака-Артемовского

#### Харьковский украинский драматический театр им. Т. Шевченко
- 1935 — «Портрет» А. Н. Афиногенова
- 1936 — «Глубокая провинция» М. А. Светлова
- 1936 — «Дай сердцу волю, заведет в неволю» М. Л. Кропивницкого
- 1937 — «Правда» А. Е. Корнейчука
- 1938 — «Гроза» А. Н. Островского
- 1939 — «Богдан Хмельницкий» А. Е. Корнейчука
- 1940 — «Евгения Гранде» по О. де Бальзаку (совм. с Р. А. Черкашиным)
- 1940 — «В степях Украины» А. Е. Корнейчука
- 1943 — «Фронт» А. Е. Корнейчука
- 1944 — «Миссия мистера Перкинса в страну большевиков» А. Е. Корнейчука
- 1946 — «Приезжайте в Звонковое» А. Е. Корнейчука
- 1946 — «Ярослав Мудрый» И. А. Кочерги
- 1946 — «Далеко от Сталинграда» А. А. Сурова
- 1947 — «Егор Булычов и другие» М. Горького
- 1947 — «Молодая гвардия» по А. А. Фадееву
- 1948 — «Макар Дубрава» А. Е. Корнейчука
- 1949 — «Заговор обречённых» Н. Е. Вирты
- 1950 — «Калиновая роща» А. Е. Корнейчука
- 1950 — «Навеки вместе» Л. Д. Дмитерко
- 1951 — «Мартын Боруля» И. К. Карпенко-Карого

#### Киевский драматический театр им. И. Франко
- 1953 — «Дай сердцу волю, заведет в неволю» М. Л. Кропивницкого
- 1955 — «Персональное дело» А. П. Штейна
- 1956 — «Арсенал» В. А. Суходольского
- 1957 — «Почему улыбались звёзды» А. Е. Корнейчука
- 1960 — «Над Днепром» А. Е. Корнейчука

#### Киевский театр оперы и балета им. Т. Шевченко
- 1953 — «Богдан Хмельницкий» К. Ф. Данькевича

### Фильмография
- 1926 — Ягодка любви — Жан Колбасюк
- 1932 — Приятного аппетита — Жеребков
- 1933 — Колиивщина — польский пан
- 1953 — Мартын Боруля (фильм-спектакль) — Омелько
- 1956 — Кровавый рассвет — Андрей Волык
- 1956 — Суета (фильм-спектакль) — Тарабанов

## Память
- На доме, где жил М. Крушельницкий в Киеве, установлена мемориальная доска.
- Мемориальная доска установлена также на фасаде здания Украинского драматического театра им. Т. Шевченко в Харькове.
- В 1966 году в его честь названа улица в Киеве.
- В 1995 году Харьковский городской совет учредил Премию имени Марьяна Крушельницкого.